# Macon (Geòrgia)
Macon és una població dels Estats Units a l'estat de Geòrgia. Segons el cens del 2008 tenia 92.775 habitants.

## Demografia
Segons el cens del 2000, Macon tenia 97.255 habitants, 38.444 habitatges, i 24.219 famílies. La densitat de població era de 672,9 habitants per km².
Dels 38.444 habitatges en un 30,1% hi vivien nens de menys de 18 anys, en un 33% hi vivien parelles casades, en un 25,7% dones solteres, i en un 37% no eren unitats familiars. En el 31,7% dels habitatges hi vivien persones soles el 12,1% de les quals corresponia a persones de 65 anys o més que vivien soles. El nombre mitjà de persones vivint en cada habitatge era de 2,44 i el nombre mitjà de persones que vivien en cada família era de 3,08.
Per edats la població es repartia de la següent manera: un 26,9% tenia menys de 18 anys, un 11,3% entre 18 i 24, un 27,5% entre 25 i 44, un 20% de 45 a 60 i un 14,3% 65 anys o més.
L'edat mediana era de 34 anys. Per cada 100 dones de 18 o més anys hi havia 72,8 homes.
La renda mediana per habitatge era de 27.405 $ i la renda mediana per família de 33.699 $. Els homes tenien una renda mediana de 29.950 $ mentre que les dones 22.865 $. La renda per capita de la població era de 16.082 $. Entorn del 21,6% de les famílies i el 25,5% de la població estaven per davall del llindar de pobresa.

## Poblacions més properes
El següent diagrama mostra les poblacions més properes.